# Battaglia di Vinjesvingen
La battaglia di Vinjesvingen venne combattuta durante la Campagna di Norvegia, nel maggio 1940 nella contea di Telemark, in Norvegia. Divenne una delle due roccaforti della resistenza norvegese nella Norvegia meridionale durante la seconda guerra mondiale.

## Antefatti
Sotto il comando del sottotenente Thor O. Hannevig, i norvegesi tennero le loro posizioni contro le superiori forze tedesche fino al 5 maggio 1940. Hannevig riuscì a portar via un gran quantitativo di armi, equipaggiamenti e carburante dai depositi di fronte alle forze tedesche. L'equipaggiamento venne portato a Vinje e Vågsli, vicino Telemark, dove fu organizzata un'unità che divenne nota come Reggimento di Fanteria del Telemark. Il piano norvegese era di impedire l'avanzata tedesca verso ovest, attraverso Telemark e Setesdal, e di supportare i rinforzi Alleati in arrivo sempre da ovest.

## Equipaggiamento norvegese
I norvegesi possedevano carabine Krag-Jørgensen, mitragliatrici leggere Madsen, mitragliatrici pesanti Colt M/29, mortai da 81 mm, mine ed esplosivi per distruggere ponti e strade.

## Battaglia
Nell'area della battaglia fu organizzata una mobilitazione totale e la forza combattente raggiunse circa i 300 uomini; il numero tuttavia cambio continuamente. Furono combattute diverse piccole battaglie, la maggior parte imboscate norvegesi alle unità tedesche in avanzata, usando armi leggere ed IED. I norvegesi distrussero ponti e strade della zona per rallentare l'avanzata tedesca.
La battaglia principale ebbe luogo tra il 3 e il 5 maggio. Una grande forza tedesca venne dispiegata nell'area e le loro perdite furono considerevoli. Quando fu chiaro che tutta la Norvegia meridionale era persa e che la task force Alleata ad Åndalsnes non sarebbe riuscita a sfondare le linee tedesche da ovest, Hannevig decise di negoziare la resa. Questa battaglia ebbe un grande effetto simbolico durante l'occupazione, fornendo una spinta morale durante un periodo piuttosto deprimente della storia del paese.